# Ron Holden
Ron Holden (* 7. August 1939 in Seattle, Washington, USA; † 22. Januar 1997 in Mexiko) war ein US-amerikanischer R'n'B-Sänger und Fernsehmoderator.
Ron Holden stammte aus einer musikalischen Familie: Vater, Mutter und alle acht Kinder waren Musiker. Schon auf der High School machte er mit einer Band, den Thunderbirds, Musik.
Sein bekanntester Hit war 1960 das Lied Love You So, welches er zusammen mit den Thunderbirds aufgenommen hatte. Es erreichte Platz 7 der US-Charts. Holden veröffentlichte im selben Jahr ein gleichnamiges Album sowie 1974 die Single Can You Talk?, welche auf Platz 49 der US-R'n'B Charts landete.
Er starb 1997 in Mexiko an einem Herzinfarkt.